# Katedra w Tours
Katedra w Tours (właściwie archikatedra pw. św. Gatianusa w Tours) – rzymskokatolicki kościół archikatedralny we francuskim mieście Tours, w Regionie Centralnym-Dolinie Loary, pod wezwaniem św. Gatianusa, pierwszego biskupa Tours.

## Historia
W 590 na terenie obecnego kościoła św. Grzegorz z Tours wzniósł katedrę pw. św. Maurycego. Budowa obecnej świątyni rozpoczęła się w 1270 roku. Nawa główna była gotowa już w 1450 roku, do 1484 trwała budowa fasady. W 1507 ukończono wieżę północną, południową dopiero 40 lat później, w 1547, co ostatecznie zakończyło budowę świątyni. Podczas rewolucji francuskiej, w 1793 roku, zniszczone zostały rzeźby znajdujące się na portalach, które odtworzono w 1848 roku. Za zniszczeniem figur stali najprawdopodobniej protestanccy rewolucjoniści.

## Galeria

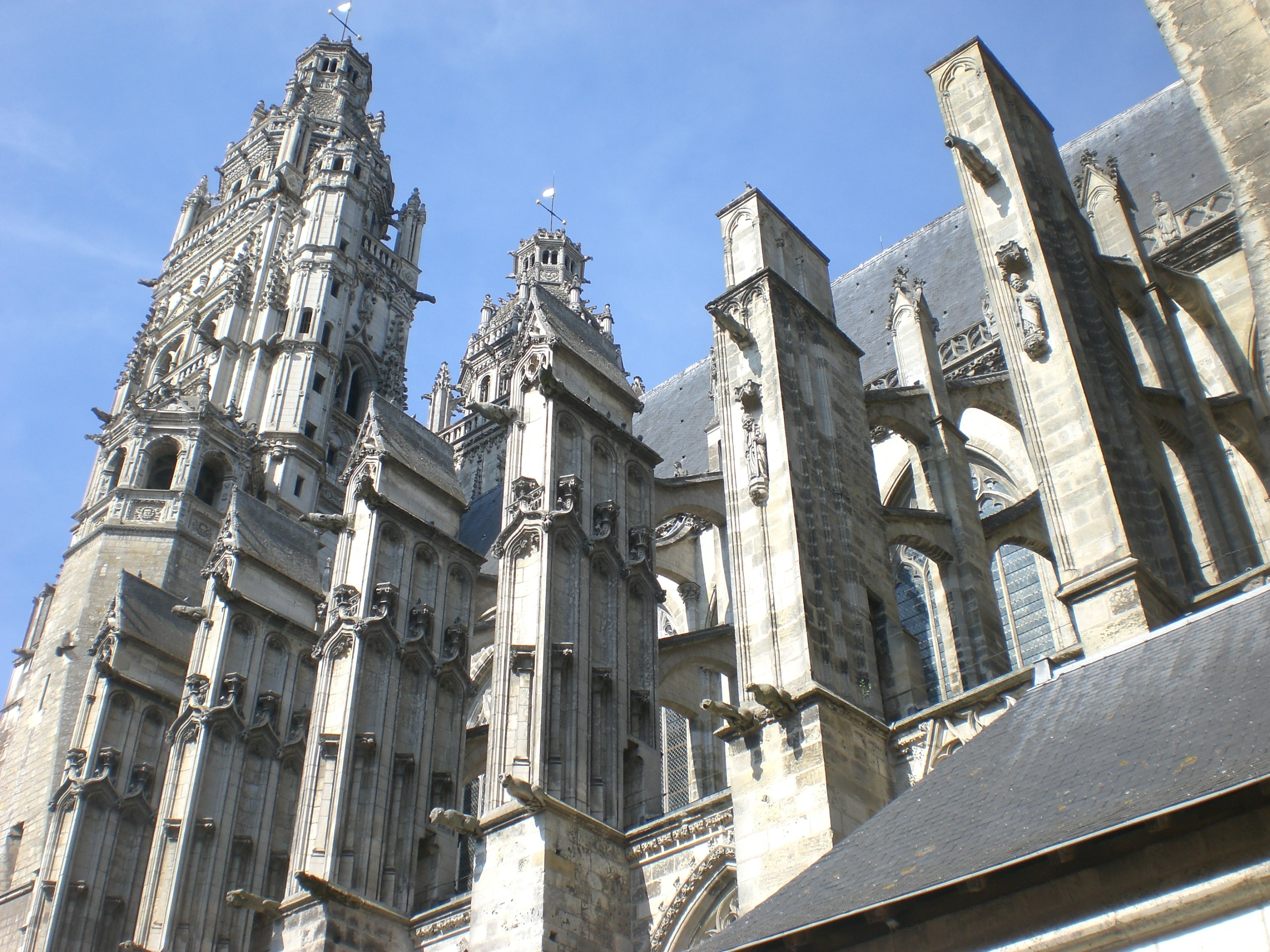
Łuki przyporowe
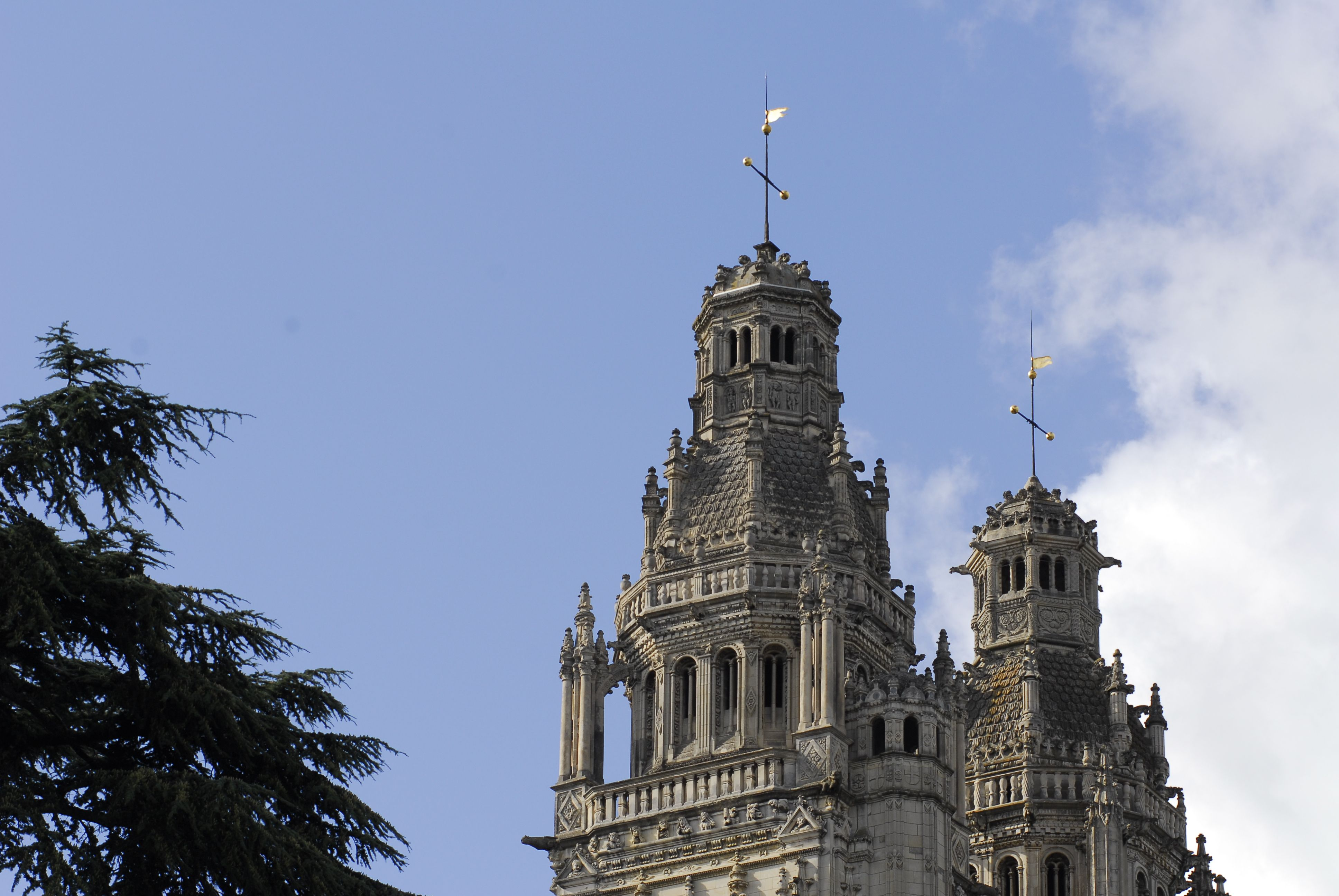
Hełmy wież
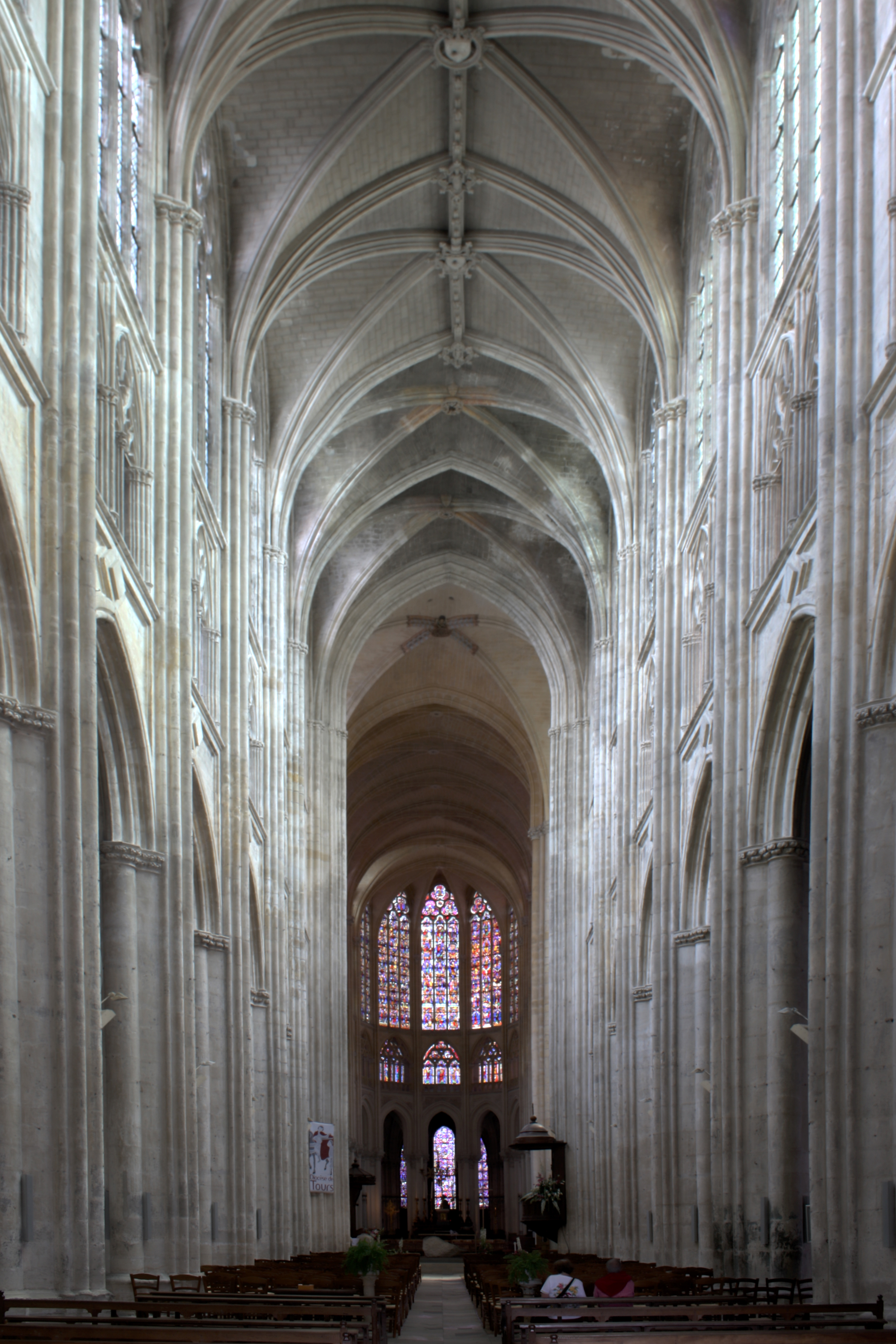
Wnętrze
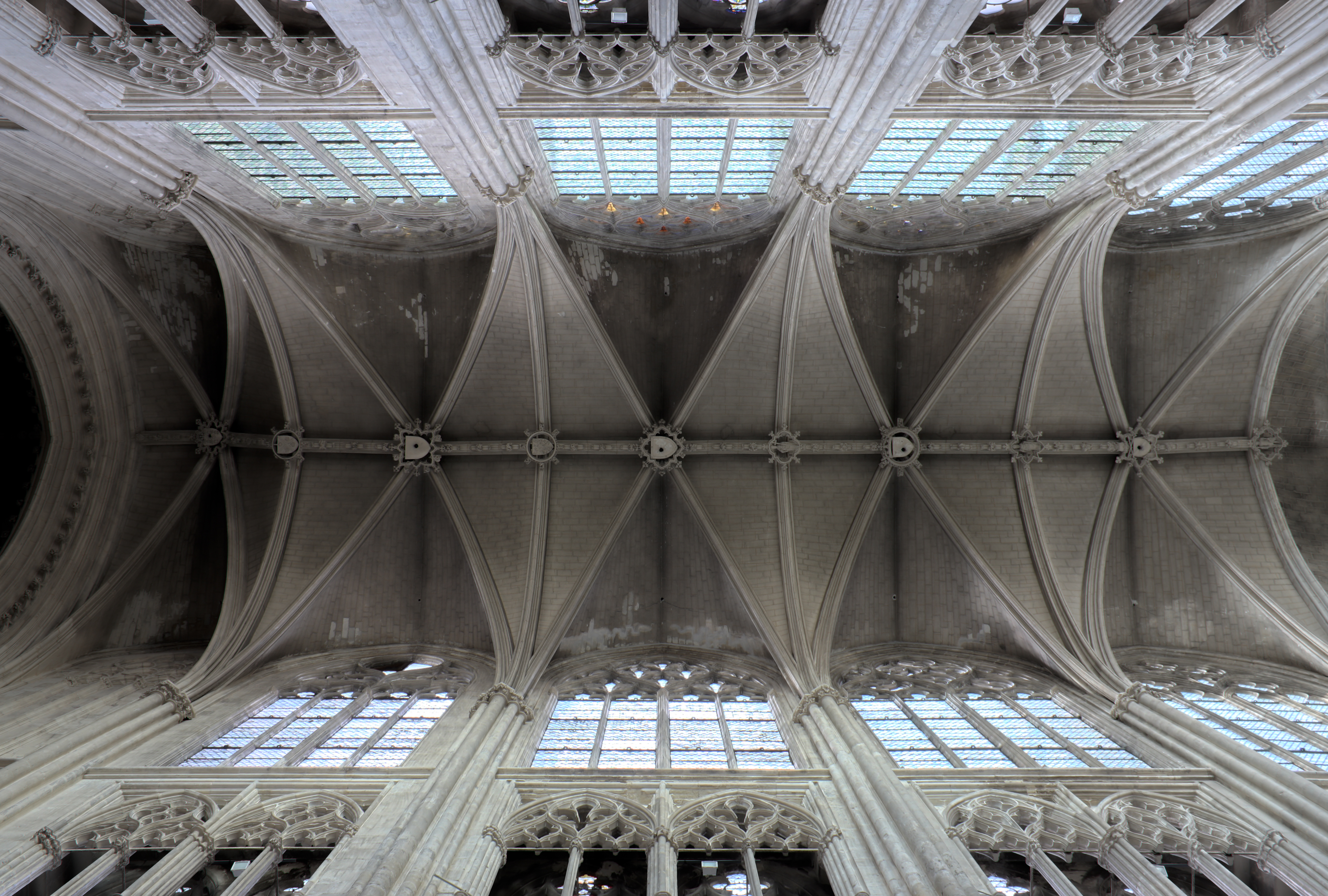
Sklepienie nawy głównej
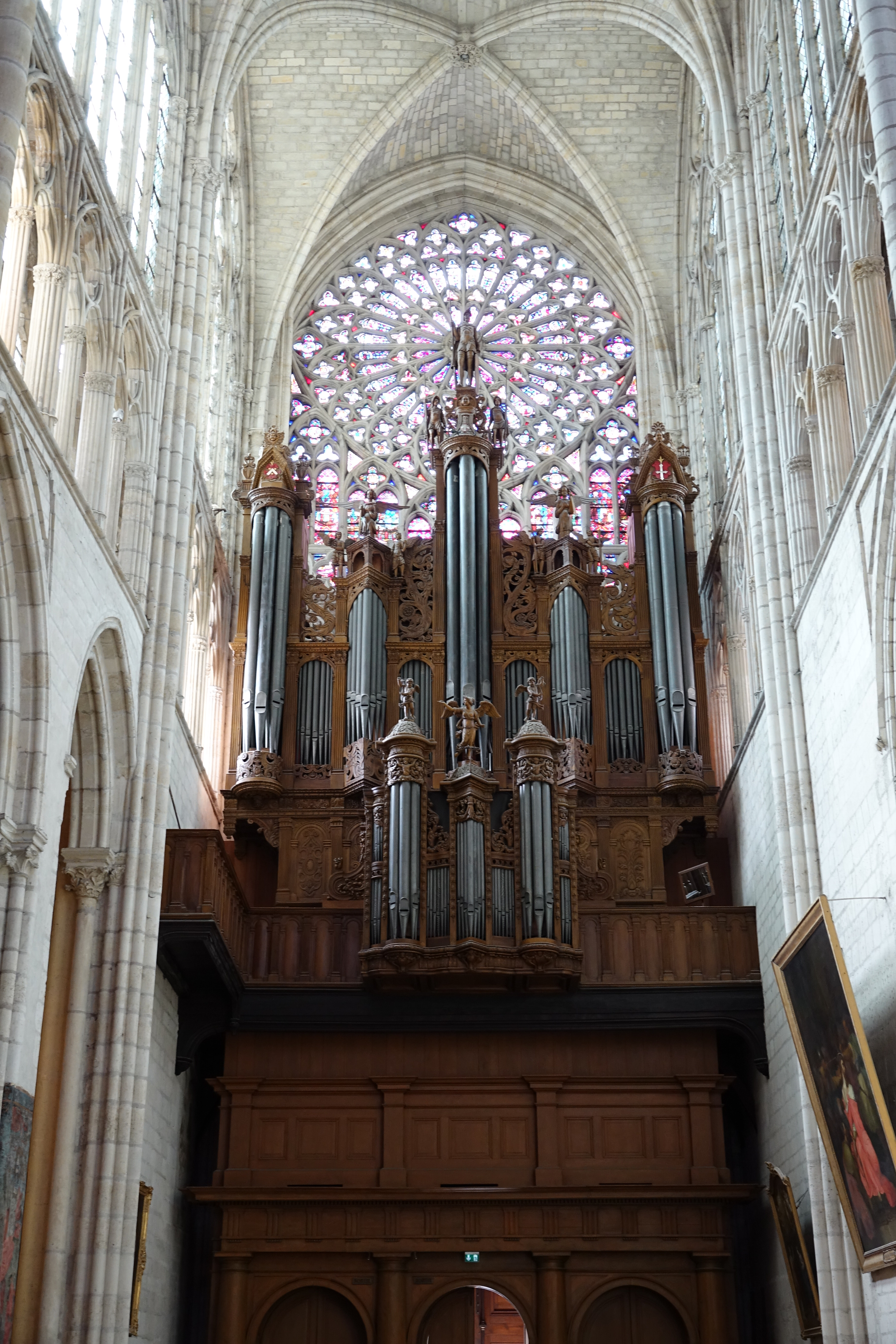
Organy katedralne